# Зигфрид Кракауер
Зигфрид Кракауер (на немски: Siegfried Kracauer) е германски социолог на масовата култура, теоретик на киното и кинокритик, писател, публицист.

## Биография

### Германски период
Роден е на 8 февруари 1889 във Франкфурт на Майн, Германия в еврейско семейство. През 1907-1913 г. следва архитектура в Дармщат, Берлин и Мюнхен, слуша курсове философия и социология. През 1914 г. получава диплома за инженер, до 1920 г. работи като архитект в Оснабрюк, Берлин и Мюнхен. Към края на Първата световна война се сприятелява с младия Теодор Адорно и става неговият ранен философски наставник. През 1964 г. последният си спомня, че „в продължение на години Кракауер редовно четеше с мен „Критика на чистия разум“ в съботните следобеди. Без ни най-малко преувеличение мога да кажа, че на това четене дължа повече отколкото на моите университетски преподаватели. Ако в своите по-нататъшни прочити на философски текстове не се впечатлявах толкова от тяхното единство и системна последователност, а повече ме интересуваше играта на силите, действащи под повърхността на всяка една затворена доктрина и във всеки от случаите разглеждах цялостните философски системи като силови полета, несъмнено Кракауер бе този, който ме подтикна към това" .
През 1922-1933 г. ръководи отдела за литературна и кинокритика във вестник „Франкфуртер цайтунг“ във Франкфурт на Майн, а от 1930 г. — в Берлин, там се сприятелява с Валтер Бенямин и Ернст Блох. Оказва се под влияние на „Теологията на революцията“ на Ернст Блох и на философията на романа на Дьорд Лукач. В есето си „Детективския роман“ (1925), серията вестникарски фрагменти „Орнаментът на масата“ (1927) , книгата „Служещите“ (1930), повлияли на Адорно и неговите по-късни изследвания на авторитарната личност, Кракауер отбелязва раждането в Германия през 20-те години на ХХ век на „средния човек“ и неговото всекидневно поведение, на феномена на скуката в мегаполисите и на индустрията на популярните развлечения (спорт, туризъм, кино, фотография, цирк, танци, реклама), изследва този процес от марксистки позиции, привличайки елементи на феноменологическата философия и психология, идеите на Макс Вебер и Георг Зимел. В безброй рецензии откликва на всички по-значими явления в обществената мисъл и културния живот на Германия от 20-те – началото на 30-те години на ХХ век.

## Години в Париж и САЩ
През 1933 г. емигрира в Париж, където работи над книга за Жак Офенбах и буржоазния Париж от неговото време (публ. 1937). През 1939 г. е интерниран от френските власти като поданик на държава от противниковия лагер, през 1940 г. през Марсилия и Лисабон се добира до САЩ. През 1941-1943 г. работи в Музея за съвременно изкуство в Ню Йорк, изучава актуалната немска кинопропаганда, със стипендии на фондациите Рокфелер и Гугенхайм се занимава с история на немското кино. В резултат се появява най-прочутата книга на Кракауер „От Калигари до Хитлер. Психологическа история на немското кино“ (1947), където създаването и развоят на фашистката идеология се проследява чрез анализ на поетиката на филмите на немския експресионизъм, по-точно чрез това как е разработена темата „човекът и властта“.
През 1960 г. публикува другата си монография, получила известност сред теоретиците и историците на зрелищните изкуства, – „Природата на филма“. През последните години на живота си е ръководител на департамента за приложни социални изследвания в Колумбийския университет – занимава се с изучаване на въздействието на масовите комуникации върху общественото съзнание в социалистическите страни. Последната книга на Кракауер е публикуваният посмъртно труд „Историята, последните неща пред края“ (History, the Last Things Before the Last).
Умира на 26 ноември 1966 г. в Ню Йорк.

## Памет
За Кракауер е заснет документалният филм „Mit dem Blick für das Sichtbare“ (на български: „С поглед към очевидното“, 1986, режисьори Райнер От, Ралф Егерт).

### Съчинения
- Soziologie als Wissenschaft. Eine erkenntnistheoretische Untersuchung. Dresden 1922.
- Die Wartenden. Erste Gabe des Frankfurter Bundes tätiger Altstadtfreunde. Frankfurt/Main, 1922.
- Ginster. Von ihm selbst geschrieben. Berlin, 1928 (автобиографичен роман, публикуван анонимно).
- Die Angestellten. Aus dem neuesten Deutschland. Frankfurt/Main, 1930.
- Jacques Offenbach und das Paris seiner Zeit. Amsterdam, 1937.
- Propaganda and the Nazi War Film. New York, 1942.
- The Conquest of Europe on the Screen. The Nazi Newsreel 1939—1940. Washington, 1943.
- From Caligari to Hitler. A Psychological History of the German Film. Princeton, 1947.
- Udlaendinge i amerikanske film. Copenhagen, 1951.
- Satellite Mentality. Political Attitudes and Propaganda Susceptibilities of Non-Communists in Hungary, Poland and Czechoslovakia. A Report of the Bureau of Applied Social Research, Columbia University. New York, 1956.
- Theory of Film. The Redemption of Physical Reality. New York, 1960.
- Ornament der Masse: Essays. Frankfurt/Main, 1963.
- Straßen in Berlin und anderswo. Frankfurt/Main, 1964.
- History. The Last Things Before the Last. New York, 1969.

### Посмъртни издания
- Über die Freundschaft: Essays. Frankfurt/Main: Suhrkamp, 1971.
- Kino. Essays, Studien, Glossen zum Film. Frankfurt/Main: Suhrkamp, 1974.
- Der Detektiv-Roman. Ein philosophischer Traktat. Frankfurt/Main: Suhrkamp, 1979.
- Realismus und Fiktion. Literatur- und filmtheoretische Beiträge von Adorno, Lukács, Kracauer und Bazin. Dortmund: Nowotny, 1985.
- Der verbotene Blick. Beobachtungen, Analysen, Kritiken. Leipzig: Reclam, 1992.
- Berliner Nebeneinander. Ausgewählte Feuilletons 1930—1933. Zürich: Epoca, 1996.
- Frankfurter Turmhäuser. Ausgewählte Feuilletons 1906—1930. Zürich: Epoca, 1997.

### Кореспонденция
- Walter Benjamin: Briefe an Siegfried Kracauer. Mit 4 Briefen von Siegfried Kracauer an Walter Benjamin. Marbach am Neckar: Dt. Schillergesellschaft, 1987.
- Siegfried Kracauer – Erwin Panofsky. Briefwechsel 1941—1966. Berlin: Akademie-Verlag, 1996.
- In steter Freundschaft. Briefwechsel Leo Löwenthal und Siegfried Kracauer 1922—1966. Springe: zu Klampen, 2003.
- Nachrichten aus Hollywood, New York und anderswo: der Briefwechsel Eugen und Marlise Schüfftans mit Siegfried und Lili Kracauer. Trier: WVT, 2003.

### Събрани съчинения
- Schriften. Band 1-8 Herausgegeben von Karsten Witte, Frankfurt am Main 1971—1976.
- Werke in neun Bänden. Bd.6-9/. Hrsg. von Inka Mülder-Bach und Ingrid Belke. Frankfurt/Main: Suhrkamp, 2004.

### На български език
- Зигфрид Кракауер. От Калигари до Хитлер: Психологическа история на немското кино. София: Наука и изкуство, 1991, 535 стр.
- Когато медиите не бяха постмодерни. Стилиян Йотов (съставител). Превод от немски Силвия Вълкова и Георги Кайтазов. София: Агата-А, 2011, 228 стр. (поредица Punctum) (ISBN 978-954-540-076-6) (гл. Зигфрид Кракауер и киното)
- Зигфрид Кракауер. Детективският роман: Философски трактат. Служителите: Из живота на съвременна Германия. Превод от немски език Стилиян Йотов. София: Агата-А, 2016, 252 стр. ISBN 978-954-540-111-4